# Roll Over Beethoven
Roll Over Beethoven is een hitsingle van Chuck Berry, oorspronkelijk uitgebracht door Chess Records met als B-zijde Drifting Heart en later opgenomen in het soundtrackalbum Rock, Rock, Rock. De tekst gaat over rock-'n-roll en het verlangen tot het vervangen van klassieke muziek door rhythm-and-blues. Het nummer is door vele andere artiesten gecoverd en Rolling Stone heeft het op nummer 97 geplaatst van The 500 Greatest Songs of All Time.

## Inspiratie en tekst
Volgens Rolling Stone en Cub Koda van Allmusic schreef Berry het nummer als antwoord op zijn zus Lucy, die altijd klassieke muziek speelde op de piano wanneer Berry eigentijdse popmuziek wilde spelen.
Behalve naar de klassieke componisten Beethoven en Tsjaikovski verwijst de tekst naar verschillende andere popmuzikanten. Early in the Mornin' is een nummer van Louis Jordan en Blue Suede Shoes verwijst naar het nummer van Carl Perkins. Verder is "Hey Diddle Diddle", afkomstig van het kinderliedje The Cat and the Fiddle, een indirecte verwijzing naar Bo Diddley, die een talentvol violist was.
Hoewel de woorden rocking en rolling genoemd worden, wordt de muziek waarvoor klassieke muziek uit de weg moet gaan altijd "rhythm and blues" genoemd.
De plaat kwam tot een 29e plaats in de Billboard Hot 100 en een zevende plaats in de Rhythm & Blues Records Bestsellers-lijst.

## NPO Radio 2 Top 2000
| Nummer met noteringen in de NPO Radio 2 Top 2000 | '99  | '00  | '01  | '02  | '03  | '04  | '05  | '06 | '07  | '08  | '09-'10 | '11  |
| ------------------------------------------------ | ---- | ---- | ---- | ---- | ---- | ---- | ---- | --- | ---- | ---- | ------- | ---- |
| Roll Over Beethoven                              | 1462 | 1467 | 1672 | 1468 | 1462 | 1525 | 1870 | -   | 1748 | 1880 | -       | 1929 |

1. ↑  Een '-' betekent dat het nummer niet was genoteerd en een vetgedrukt getal geeft de hoogste notering aan.
2. ↑  Deze tabel is bijgewerkt tot en met de laatste editie (2024).

## Versie van The Beatles
The Beatles hadden het nummer al jaren op hun repertoire toen ze het in 1963 opnamen voor hun tweede langspeelplaat With the Beatles. De bezetting was:
- John Lennon, slaggitaar, klappen
- Paul McCartney, basgitaar, klappen
- George Harrison, zang, sologitaar, klappen
- Ringo Starr, drums, klappen

Het nummer staat ook op The Beatles' Second Album uit 1964, de derde langspeelplaat van The Beatles in de Verenigde Staten. In een aantal landen (Canada, Denemarken, Finland en ook Nederland) werd in 1964 een single uitgebracht met Roll Over Beethoven als A-kant en Please Mr. Postman als B-kant. In Nederland haalde deze plaat de 38e plaats. In de Verenigde Staten was de Canadese plaat verkrijgbaar; die haalde de 68e plaats in de Billboard Hot 100.
In de Verenigde Staten verscheen in 1964 eveneens een ep met Roll Over Beethoven, All My Loving, This Boy en Please Mr. Postman, onder de naam Four by the Beatles.
Liveversies van het nummer staan op Live at the BBC en Anthology 1.

## Versie van The Electric Light Orchestra
Het Electric Light Orchestra nam een versie van Roll Over Beethoven op voor zijn tweede album ELO 2. Daarbij werden fragmenten uit de Vijfde symfonie van Ludwig van Beethoven tussen tekst en muziek van Chuck Berry in gemonteerd. Het resultaat duurde 7 minuten en 3 seconden; de versie die op de Amerikaanse editie van het album terechtkwam duurde zelfs 8 minuten en 9 seconden. Voor een singleversie werd het nummer ingekort tot 4 minuten en 32 seconden. De singleversie haalde de 42e plaats in de Billboard Hot 100, de zesde plaats in de Britse UK Singles Chart, de 26e plaats in de Nederlandse Top 40. en de 19e plaats in de Nationale Hitparade

### NPO Radio 2 Top 2000
| Nummer met noteringen in de NPO Radio 2 Top 2000 | '99  | '00  | '01 | '02 | '03  | '04  | '05  | '06  | '07  | '08  | '09  | '10  | '11  |
| ------------------------------------------------ | ---- | ---- | --- | --- | ---- | ---- | ---- | ---- | ---- | ---- | ---- | ---- | ---- |
| Roll Over Beethoven                              | 1260 | 1074 | 705 | 807 | 1080 | 1252 | 1196 | 1298 | 1639 | 1268 | 1423 | 1460 | 1729 |

1. ↑  Een vetgedrukt getal geeft de hoogste notering aan.
2. ↑  Deze tabel is bijgewerkt tot en met de laatste editie (2024).

## Andere coverversies
Roll Over Beethoven is een van de meest gecoverde nummers van de popmuziek. Er bestaan verder ook nog versies van Jerry Lee Lewis, Ten Years After, Leon Russell, Status Quo, The Rolling Stones (in een BBC-radio-uitzending van 1963), The Byrds, Gene Vincent, Johnny Winter, Uriah Heep, M. Ward en Iron Maiden.